# Рудька
Рудька (укр. Рудька) — левый приток реки Псёл, протекающий по Козельщинскому и Кременчугскому районам, территории Горишнеплавневского горсовета Полтавской области.

## География
Длина — 34 км. Река течёт преимущественно в западном направлении, только в среднем течении отклоняясь в юго-западном направлении. Река берёт начало на заболоченном местности западнее села Бригадировка (Козельщинский район). Впадает в реку Псёл юго-западнее села Кузьменки Горишнеплавневского горсовета.
Долина широкая и неглубокая. Пойма двусторонняя. Русло извилистое; в нижнем течении — канализировано (кроме приустьевой части), где изменённое русло огибает отстойник (пруд-выпарщик ЗАО «Укртатнефть»). В приустьевой части река образовывает озеро. В верхнем течении река летом пересыхает. На реке нет прудов. На протяжении всей длины реки пойма очагами заболочена с тростниковой и луговой растительностью, в частности в верхнем течении пойма заболочена с множеством озёр.
Приустьевая часть реки проходит по ландшафтному заказнику местного значения Пойма Псёла.
Крупных притоков нет.

## Населённые пункты
- Населённые пункты на реке от истока к устью:
- Козельщинский район: Анновка, Квиты, Омельничье, Горбани, пгт Новая Галещина;
- Кременчугский район: Ревовка, Василенки, Бондари, Остапцы;
- Горишнеплавневский городской совет: Кириленки[1], Кузьменки.

## Объекты природно-заповедного фонда
Вблизи Козельщины в долине реки лежат гидрологические заказники Хорунжевский и Ударник.

## Галерея

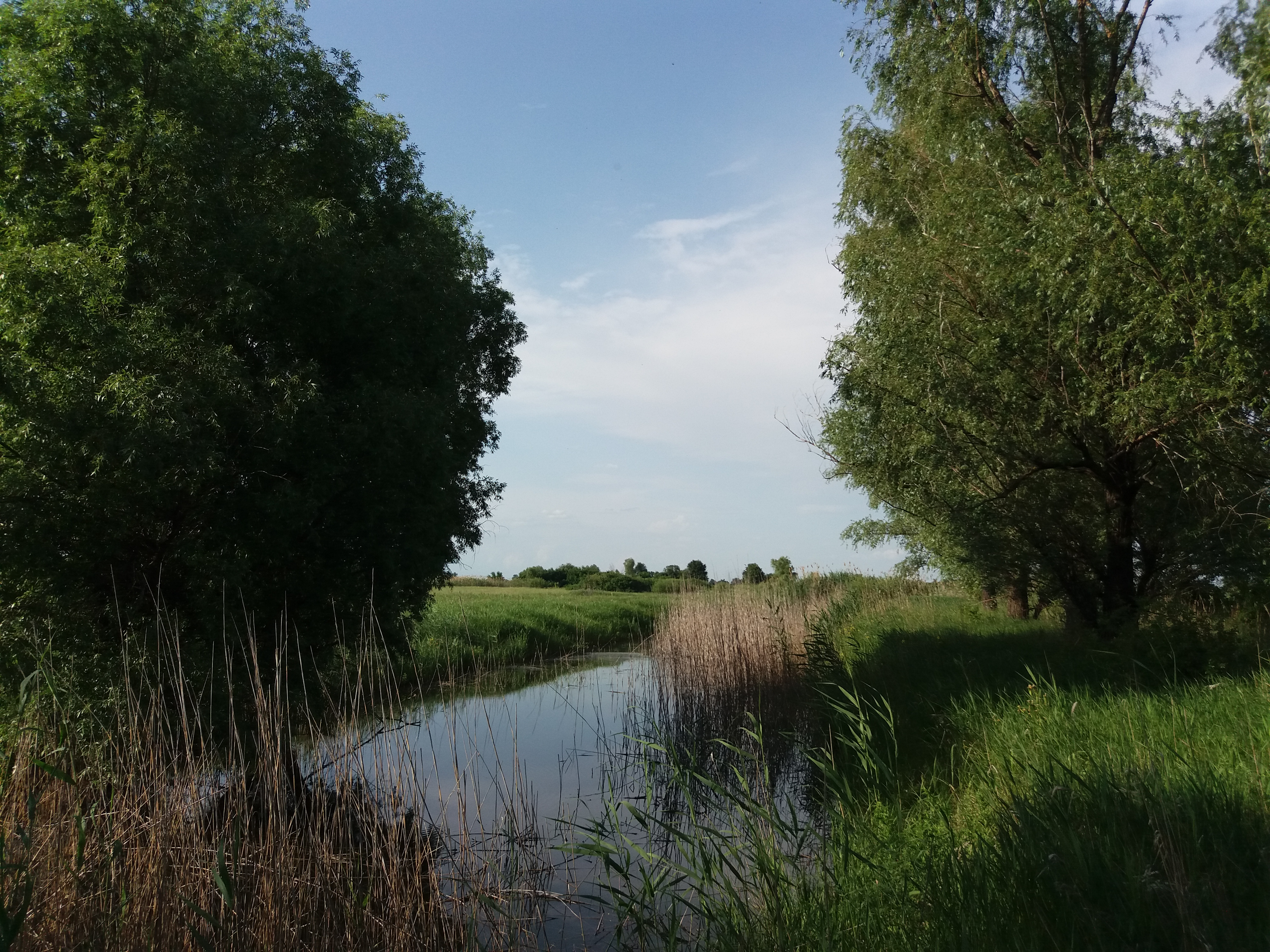
Хорунжевский
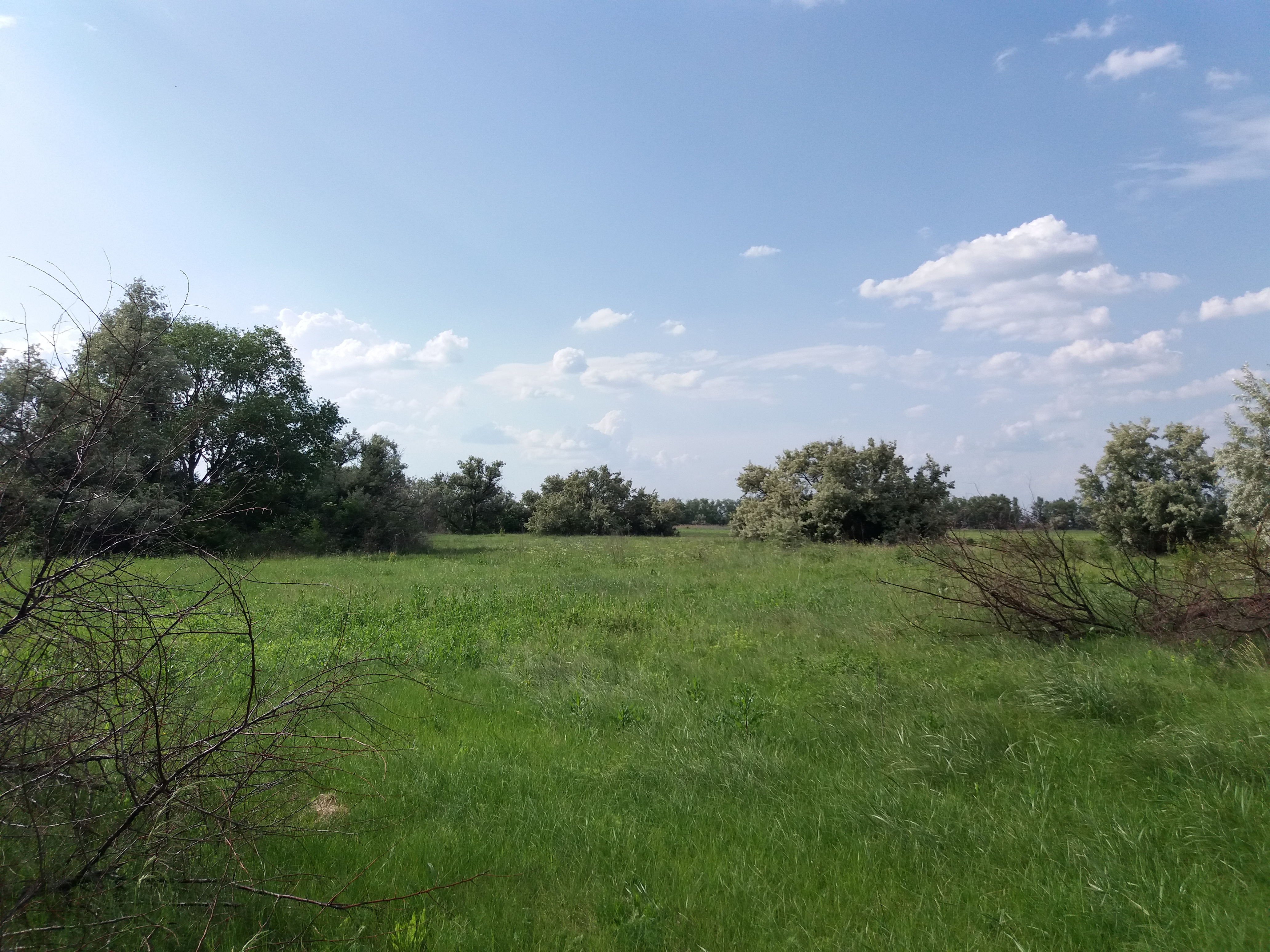
Ударник